# Yvonne Åstrand
Yvonne Anna Viktoria Åstrand, född 9 juli 1963 i Täby, är en svensk journalist och programledare som sedan början av 1990-talet arbetat på Sveriges Television.
Åstrand är mest känd som programledare på Rapport i SVT, bland annat vid stora nyhetshändelser som 11 september-attackerna (2001) och JAS-haveriet (8 augusti 1993).
Åstrand har också varit redaktör för ungdomsprogrammet Vera samt för infotainmentprogrammet Trekvart. Hon var med och startade Rapport Morgon, där hon som programledare även intervjuade gäster i Gomorron Sverige. Tidigare har hon bland annat arbetat som reporter på Rapport, programledare och reporter på Mittnytt och tillsammans med Staffan Dopping vid Sveriges Radio Stockholm samt var med i 2000 idag - millenniet jorden runt (nyårsdagen 2000). Innan hon kom till Sveriges Television arbetade hon på Dagens Eko som nyhetsuppläsare och som producent för TV-journalisterna.
Åstrand spelade även en roll som FSA-Reporter i Hollywooduppsättningen The Girl with the Dragon Tattoo efter Stieg Larssons Män som hatar kvinnor. 
Under OS i London 2012 samt under VM i Normandie 2014 kommenterade Åstrand ridsport i SVT.
Hösten 2014 arbetade hon på Veckans brott och i maj 2015 publicerade Uppdrag granskning hennes avslöjande reportage om strupkirurgen Paolo Macchiarini och skandalen på KI.
Den 31 augusti 2017 lämnade hon SVT för en ny tjänst som projektledare och pressansvarig vid Statens medieråd.
Under åren 2018–2021 arbetade Yvonne Åstrand som frilans och frekvent inhoppande programledare på Studio Ett, SR.
Sedan mars 2022 undervisar Yvonne Åstrand i journalistik som adjunkt på Journalisthögskolan, JMK vid Stockholms universitet. 
Hon frilansar parallellt som redaktör och programledare på SVT Nyheter.  